# Zwei Affen
Zwei Affen, auch Zwei angekettete Affen, ist ein Gemälde des flämischen Malers Pieter Bruegel der Ältere. Das 20 cm × 23 cm große, in Öl auf Eichenholz gemalte Bild stammt aus dem Jahr 1562. Es zeigt im Vordergrund zwei Affen angekettet in einem Mauerbogen und im Hintergrund eine Landschaft mit zahlreichen Segelschiffen und einer Stadt. Das Bildmotiv bietet Kunsthistorikern unterschiedlichste Interpretationsmöglichkeiten, die von einer allegorischen Deutung über Hinweise auf die politischen Verhältnisse bis zur Darstellung der persönlichen Lebensumstände des Malers reichen. Das Gemälde befindet sich in der Sammlung der Gemäldegalerie in Berlin.

## Bildbeschreibung

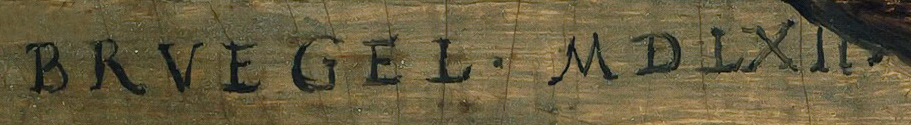
Bildausschnitt: Bruegels Signatur und Datierung

Das Bild zeigt zwei Affen angekettet in der fensterähnlichen rundbogigen Öffnung einer mächtigen graubraunen Mauer, durch die schemenhaft eine Stadt am Wasser mit segelnden Schiffen zu sehen ist. Die beiden Affen gleicher Art, Halsbandmangaben (Cercocebus torquatus) aus der Familie der Meerkatzenverwandten mit weißlich abgesetztem rotem Kopfhaar, tragen jeweils eine Kette, die am selben starken Metallring in der Mitte des geneigten Fenstersimses zwischen ihnen befestigt ist. Während der zur Linken sitzende Affe mit aufgerissenen Augen zum Betrachter blickt, scheint der rechts hockende Affe vor sich auf den Boden zu schauen. Auf seiner Seite liegen Bruchstücke einer Nussschale. Neben der auffälligen Fellzeichnung kennzeichnen die Tiere lange Schwänze, deren Bögen im Vordergrund zueinander liegen.
Die durch die Maueröffnung sichtbare Landschaft im Hintergrund zeigt eine Stadt am Wasser, vor der zahlreiche Schiffe verschiedener Typen segeln. Darunter sind auch solche, die für den Überseehandel genutzt wurden. In der Stadtsilhouette sind verschiedene Kirchtürme und eine Windmühle zu erkennen. Aufgrund des biografischen Bezugs und der Übereinstimmungen mit noch existierenden Kirchtürmen gehen Kunsthistoriker davon aus, dass Bruegel hier den Ästuar der Scheldemündung und die Stadt Antwerpen mit der Liebfrauenkathedrale wiedergegeben hat, deren Nordturm bis heute die Stadt überragt. Demnach könnte die Maueröffnung einer Schießscharte in der ehemaligen Zitadelle von Antwerpen entsprechen, die sich südlich der Stadt befand. Während die Affen im Vordergrund wie im Dunklen einer Höhle gemalt sind, erscheint die Stadt unter weitem Himmel in blassen, hellen Farben. Zwei fliegende Vögel in der Ferne stellen einen Kontrast zu den zwei Affen in Ketten dar. Unterhalb des linken Affen trägt die Mauer die Signatur BRVEGEL und das Datum MDLXII (1562).

## Bildinterpretationen
Das Gemälde Zwei Affen lässt sich in sehr unterschiedlicher Weise interpretieren. Nachdem bereits im Mittelalter der Affe in Darstellungen als Narr erschien, bieten sich Bruegels Affen als allegorisches Symbol für niedere menschliche Sinne und Triebe an. Die aufgebrochenen Nussschalen deuten auf die Gefräßigkeit und Dummheit der Tiere. Möglicherweise durch diese Nahrung angelockt, gerieten sie in Gefangenschaft. Demnach hätten die Affen ihre Situation selbst verursacht und ihre Freiheit gegen den Genuss der Früchte getauscht. Auf den Menschen übertragen stellt sich die Frage, ob es sich lohnt, für einen Gewinn von zweifelhaftem Wert, hier die Nussschalen, die Freiheit aufzugeben.
Das Thema Freiheit und Gefangenschaft hat zudem eine politische Bedeutung. So werden die beiden Affen als in Ketten liegende Bürger Antwerpens gedeutet, die von den Spaniern unter König Philipp II. ihrer Freiheiten beraubt wurden. Die langen Schwänze der Affen können dabei zudem als Verweis auf die lang andauernden Streitigkeiten mit den Spaniern gelesen werden. Zudem gibt es eine sprachliche Nähe zwischen dem Wort seigneurie „Herrschaft“ und dem brabantischen Begriff singerie „Affenfaxen, Grimassen“ – ein Sinnbild für ein politisches Affentheater. Für den Autor Jozef Muls stellt Zwei Affen die Unterdrückung der Niederlande dar.
Eine weitere Deutung nimmt Bezug auf die persönlichen Umstände Bruegels. 1563, ein Jahr nach Fertigstellung von Zwei Affen, heiratete Bruegel und zog nach Brüssel. Die im Hintergrund gemalte Stadt kann als Abschiedsbild an Antwerpen verstanden werden und die an einen Ring geketteten Affen können eine Anspielung auf die feste Bindung der Ehe sein.

## Vorbilder und Rezeptionen

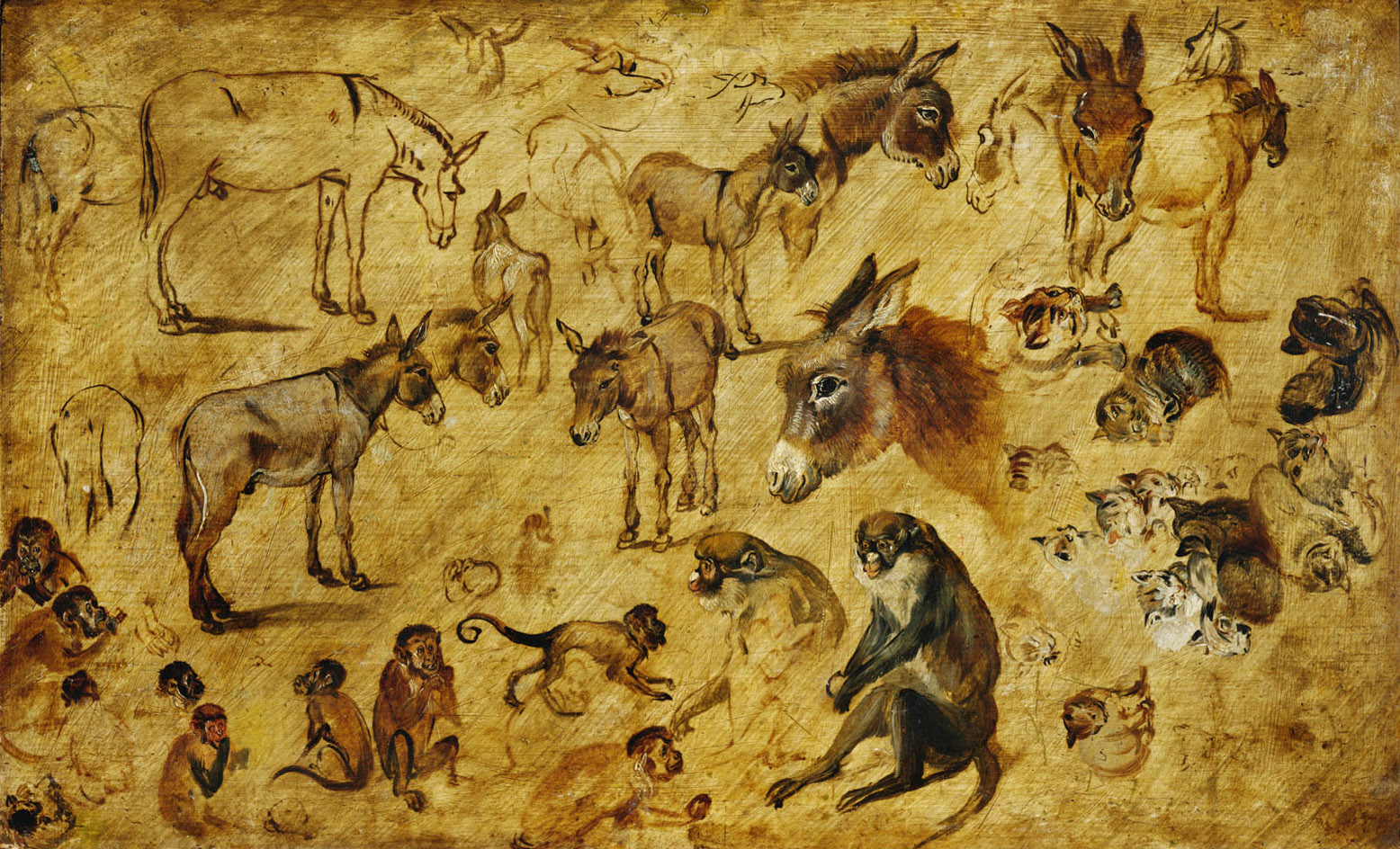
Jan Bruegel der Ältere: Tierstudie (Esel, Katzen, Affen), um 1616, Kunsthistorisches Museum, Wien

Vorbilder für Bruegels Zwei Affen könnten neben der Komposition Vier Affen des Kupferstechers Israhel van Meckenem der Jüngere ein von Albrecht Dürer um 1498 geschaffener Stich mit dem Titel Die Madonna mit der Meerkatze sein, bei der der Affe ebenfalls mit einer Kette an einem Ring befestigt ist. Zu den frühesten Künstlern, die das Affenmotiv Pieter Bruegels aufnahmen, gehört sein Sohn Jan Brueghel der Ältere. In seinem im Kunsthistorischen Museum in Wien befindlichen Bild Tierstudie zeigt er neben Eseln und Katzen zahlreiche Abbildungen von Affen, die denen seines Vaters im Gemälde Zwei Affen gleichen. Unter den zeitgenössischen Künstlern bezieht sich der Kanadier Attila Richard Lukacs in seinem Werk wiederholt auf Bruegels Bild. In seinen Gruppenporträts sind die Affen wie beim flämischen Vorbild als Selbstbildnis des Künstlers zu lesen. Für den Schweizer Autor Silvio Blatter diente Bruegels Gemälde als Inspiration zu seinem Roman Zwei Affen. Die beiden Protagonisten des Buches lernen sich vor dem Gemälde in der Berliner Gemäldegalerie kennen und es entwickelt sich eine Liebesgeschichte. Während sie das Gemälde kopiert, erzählt er ihr von seiner Zeit in einem Thüringer Salzbergwerk, wo sich das Gemälde im Krieg befand. Die polnische Literaturnobelpreisträgerin Wisława Szymborska zieht in ihrem Gedicht Die zwei Affen von Breughel Parallelen zwischen dem Bildsujet und dem Erlebnissen ihrer Generation. So schreibt sie: „Ich werde in Menschheitsgeschichte geprüft./Ich stottere und ich stocke.“ und gibt dem einen Affen die Rolle des ironisch Zuhörenden, während der sich schlafend stellende andere Affe „mit leisem Klirren der Kette“ ergänzt.

## Provenienz
Das Gemälde Zwei Affen fand erstmals 1668 im Inventar des Sammlers Peter Stevens aus Antwerpen Erwähnung. Im Januar 1931 erwarb es der damalige Direktor Max Jakob Friedländer für die Berliner Gemäldegalerie im Pariser Kunsthandel für 25.000 Reichsmark. Das nach dem Erwerb im Kaiser-Friedrich-Museum gezeigte Bild gelangte nach dem Zweiten Weltkrieg zunächst nach Westdeutschland und gehörte seit den 1950er Jahren zur Sammlung der in Berlin (West) gezeigten Bestände in Dahlem, bevor es 1998 in den Neubau der Gemäldegalerie im Kulturforum umzog.